# Occhiobello
Occhiobello är en ort och kommun i provinsen Rovigo i regionen Veneto i Italien. Kommunen hade 12 001 invånare (2018).